# メサイア・プロジェクト
　メサイア・プロジェクト（Messiah Project）は、角川書店（現・KADOKAWA)が立ち上げた日本のメディアミックスプロジェクト。

## 概要
女性を主な対象としたメディアミックス企画。現実とは異なる歴史を辿った世界の日本で、秘密結社じみた「警察」の一セクションに所属する精鋭エージェントたちの、一般人には知られる事の無い暗闘を通し、主に男性同士が結ぶ究極の友情と絆の物語を描く。
元々は角川書店（現・KADOKAWA・角川書店ブランドカンパニー）が立ち上げた企画であるが、現在は別の会社が主導し、男性俳優が多く出演する舞台・実写映画・テレビドラマ作品群が製作されている。（詳しい沿革は下記の別項を参照）。

## 沿革
2010年
- 7月 - 角川書店が運営する女性アニメ・声優ファン向けSNS・VOICE Newtype cafe（通称“ ボンカフェ/ぼんかふぇ。現・VONCAFE）で高殿円が執筆するweb小説『Messiah』が連載開始。イラストをあづみ冬留が描き、「高殿・あづみの特別コラボ企画」という触れ込みであった。
同時期には角川書店のアニメ・声優情報雑誌（ボイスニュータイプなど）用に全員プレゼント用ドラマCD『Messiah メサイア』が制作される。
- 12月 - 小説『メサイア 警備局特別公安五係』が角川書店より発刊される（高殿円 著）。以後の各メディア作品は、この小説を原作・原案とした派生作品という扱いになっている。2013年には角川文庫版及び電子書籍版が発刊された。

2011年
- 3月 - 漫画雑誌・月刊ASUKAでコミカライズ作品『メサイア-聖域蝟集-』が連載を開始する。（日吉丸晃 画）この頃から著作物群の総称に「メサイア・プロジェクト」という名称が付けられる。
- 10月 - 上記の漫画をベースにした実写映画『Messiah メサイア』が公開される。（金子修介 監督）この映画はダブルアップエンタテインメント主導で制作されたもので、角川書店は制作協力という形で参加。
- 10月 - 映画のノベライズ版小説『メサイア THE MOVIE』が角川書店から発刊される。（金子修介・黒田洋介 共著）

これ以降、プロジェクトは角川書店の手から離れ、別会社の主導で「新章メサイア・プロジェクト」として作品が作られるようになる。（映画・テレビドラマはダブルアップエンタテインメント、舞台は株式会社CLIE[クリエ]主導で製作されていたが、『暁乃刻』からは舞台もダブルアップエンタテインメント主導となった）映画1作目とはキャスト・スタッフとも一新されている。
2013年
- 4月 - 舞台『Messiah メサイア -銅ノ章-』上演。
- 6月 - イベント『Messiah メサイア -赤蓮ノ章-』開催。
- 8月 - 映画第2作『Messiah メサイア -漆黒ノ章-』公開。
- 10月 - イベント『Messiah メサイア -琥珀ノ章-』開催。

2014年
- 1月 - 舞台『Messiah メサイア -白銀ノ章-』上演。
- 8月 - 舞台『Messiah メサイア -紫微ノ章-』上演。
- 10月 - イベント『Messiah メサイア -秘色ノ章-』開催。

2015年
- 2月 - 連続実写テレビドラマ『Messiah メサイア -影青ノ章-』をTOKYO MX 2にて放送。
- 5月 - 舞台『Messiah メサイア -翡翠ノ章-』上演。
- 9月 - 舞台『Messiah メサイア -鋼ノ章-』上演。
- 10月 - 映画第3作『Messiah メサイア -深紅ノ章-』公開。

2016年
- 9月 - イベント『MESSIAH メサイア -宵宮乃刻-』開催。

2017年
- 2月 - 舞台『MESSIAH メサイア -暁乃刻-』上演。
- 6月 - GALLERY X BY PARCOにて展覧会『MESSIAH FIRST EXHIBITION』開催。
- 6月 - 映画第4作『MESSIAH メサイア外伝 −極夜　Polar night−』公開。
- 8-9月 - 舞台『MESSIAH メサイア -悠久乃刻-』上演。
- 12月 - イベント『MESSIAH メサイア -TALK MISSION'17-』開催。
- 12月 - pixivコミックにてコミカライズ作品『メサイア -CODE EDGE-』連載開始。（ミナヅキアキラ 画）※MAMORU編からはPalcyにて連載

2018年
- 4月 - ガイドブック『メサイアクロニクル』発売。
- 4月 - コミックス『メサイア -CODE EDGE- (1)』発売。
- 4月 - 舞台『MESSIAH メサイア -月詠乃刻-』上演。
- 9月 - イベント『MESSIAH メサイア -TALK MISSION'18-』開催。
- 11月 - 映画第5作『MESSIAH メサイア -幻夜乃刻−』公開。

2019年
- 2月 - コミックス『メサイア -CODE EDGE- (2)』発売。
- 2-3月 - 舞台『MESSIAH TWILIGHT メサイアトワイライト -黄昏の荒野-』上演。
- 9月 - 舞台『MESSIAH メサイア -黎明乃刻-』上演。

## 登場人物
※演じるキャストは映画１作目以外のもの。

### 警察省警備局特別公安五係

#### サクラ候補生
海棠 鋭利（かいどう えいり）/ 演 - 松田凌
登場作品：『漆黒ノ章』　『銅ノ章』　『白銀ノ章』　『影青ノ章』　『翡翠ノ章』   『極夜』
メサイア：御津見珀
第一世代サクラ候補生。射撃の名手。「絶対に死なない」というジンクスを持っている。翡翠ノ章でチャーチを卒業、以後サクラとなる。
御津見 珀（みつみ はく) / 演 - 小野健斗
登場作品：『漆黒ノ章』　『銅ノ章』　『白銀ノ章』　『影青ノ章』　『翡翠ノ章』   『極夜』
メサイア：過去に２人（名は明かされていない）→海棠鋭利
第一世代サクラ候補生。記憶力に長けており、変装も得意。甘党でナニーという乳酸菌飲料を持ち歩いている。「必ず相棒が死ぬ」ジンクスを持っている。翡翠ノ章でチャーチを卒業、以後サクラとなる。
司馬 柊介（しば しゅうすけ）/ 演 - 浜尾京介
登場作品：『漆黒ノ章』　『銅ノ章』　『白銀ノ章』
メサイア：堺→五条颯真
第一世代サクラ候補生。元国際検事で、ルールや規則を重視する真面目な性格。白銀ノ章でチャーチを卒業、以後サクラとなる。
五条 颯真（ごじょう そうま）/ 演 - 太田基裕
登場作品：『漆黒ノ章』　『銅ノ章』　『白銀ノ章』　『鋼ノ章』　『深紅ノ章』
メサイア：楠瀬遥輝→司馬柊介
第一世代サクラ候補生。バンダナで髪をあげている。元保育士で、情に厚く兄貴肌だが感情的になりやすい。白銀ノ章でチャーチを卒業、以後サクラとなる。
白崎 護（しらさき まもる）/ 演 - 赤澤燈
登場作品：『紫微ノ章』　『影青ノ章』　『翡翠ノ章』　『鋼ノ章』　『深紅ノ章』　『暁乃刻』   『極夜』
メサイア：(仮)有賀涼→悠里淮斗
第二世代サクラ候補生。淮斗とは同じ児童施設で育った幼馴染。元公安四係所属のエリートで、高野とは同僚だった。暁乃刻でチャーチを卒業、以後サクラとなる。
悠里 淮斗（ゆうり かいと）/ 演 - 廣瀬大介
登場作品：『紫微ノ章』　『影青ノ章』　『翡翠ノ章』　『鋼ノ章』　『深紅ノ章』　『暁乃刻』（声出演）
メサイア：(仮)間宮星廉→白崎護
第二世代サクラ候補生。護とは同じ児童施設で育った幼馴染。ある事故で弟の春斗を亡くしており、そのショックから長い間引きこもり生活をしていた。裏社会では有名なハッカー。
間宮 星廉（まみや せいれん）/ 演 - 染谷俊之
登場作品：『影青ノ章』　『翡翠ノ章』　『鋼ノ章』   『極夜』
メサイア：(仮)悠里淮斗→有賀涼
第二世代サクラ候補生。元ヴァイオリニストで、耳が非常に良い。
有賀 涼（ありが りょう）/ 演 - 井澤勇貴
登場作品：『影青ノ章』　『翡翠ノ章』　『鋼ノ章』　『深紅ノ章』　『暁乃刻』   『極夜』   『悠久乃刻』   『月詠乃刻』(声・映像出演)   『幻夜乃刻』
メサイア：(仮)白崎護→間宮星廉→加々美いつき
第二世代サクラ候補生。かつて暗殺組織『サードニグマ（第三の闇）』に所属していた元暗殺者。悠久乃刻でチャーチを卒業、以後サクラとなる。
加々美 いつき（かがみ いつき）/ 演 - 杉江大志
登場作品：『鋼ノ章』　『深紅ノ章』　『暁乃刻』   『極夜』   『悠久乃刻』   『月詠乃刻』   『幻夜乃刻』　　　
メサイア：有賀涼
第二世代より少し後に入ってきたサクラ候補生。鼻が利く。登場当初はよくキャンディをくわえていた。悠久乃刻でチャーチを卒業、以後サクラとなる。
御池 万夜（みいけ まよ）/ 演 - 長江崚行
登場作品：『暁乃刻』   『極夜』   『悠久乃刻』   『月詠乃刻』   『黄昏の荒野』　『黎明乃刻』
メサイア：柚木小太郎→杉浦レネ
第三世代サクラ候補生。新興宗教団体『照る日の杜』の元ご神体。
柚木 小太郎（ゆぎ こたろう）/ 演 - 山沖勇輝
登場作品：『暁乃刻』   『極夜』   『悠久乃刻』   『月詠乃刻』
メサイア：御池万夜
第三世代サクラ候補生。かつて御池万夜と同じく『照る日の杜』に所属しており、柔道オリンピック強化選手だった。
小暮 洵（こぐれ じゅん）/ 演 - 橋本真一
登場作品：『暁乃刻』   『極夜』   『悠久乃刻』   『月詠乃刻』   『幻夜乃刻』   『黄昏の荒野』　『黎明乃刻』
メサイア：雛森千寿
第三世代サクラ候補生。元製薬会社の研究員という経歴以外は謎に包まれている。
雛森千寿（ひなもり せんじゅ）/ 演 - 山本一慶
登場作品 : 『悠久乃刻』   『月詠乃刻』   『幻夜乃刻』   『黄昏の荒野』　『黎明乃刻』
メサイア：園之人→小暮洵
第三世代サクラ候補生。百瀬多々良と元同期。任務中に重傷を負い、５年間眠りについていた。
杉浦 レネ（すぎうら れね）/ 演 - 近藤頌利
登場作品：『黄昏の荒野』　『黎明乃刻』
メサイア：御池万夜
第三世代サクラ候補生。キューバ人と日本人のハーフ。元アメリカユニオンの工作員。

#### チャーチ関係者
一嶋 晴海（いちじま はるうみ）/ 演 - 内田裕也（中原裕也）
チャーチの学園長兼係長。元はサクラだったが、足を負傷してからは指導側に回った。神北のメサイアでもある。
登場作品：『漆黒ノ章』　『銅ノ章』　『白銀ノ章』　『暁乃刻』   『極夜』   『悠久乃刻』   『月詠乃刻』  『幻夜乃刻』　『黎明乃刻』
神北 竜二（かみきた りゅうじ）/ 演 - 郷本直也
チャーチの学園長兼係長代理。一嶋のメサイア。
登場作品：『紫微ノ章』　『影青ノ章』　『翡翠ノ章』　『深紅ノ章』
林 王芳（はやし のりよし）/ 演 - ボブ鈴木
サクラの構成員。八重樫のメサイア。
登場作品：『漆黒ノ章』 『影青ノ章』　『深紅ノ章』 『極夜』 『幻夜乃刻』
八重樫 馨（やえがし かおる）/ 演 - 漆崎敬介
サクラの構成員。林のメサイア。
登場作品：『漆黒ノ章』 『影青ノ章』　『深紅ノ章』 『極夜』 『幻夜乃刻』
黒子（くろこ）/百瀬 多々良（ももせ たたら）/ 演 - 小谷嘉一
チャーチの世話係。危険が絶えないサクラ候補生たちを優しく見守る。雛森千寿と元同期。『悠久乃刻』で表向きの係長代理となる。
登場作品：『翡翠ノ章』　『深紅ノ章』　『暁乃刻』   『極夜』   『悠久乃刻』   『月詠乃刻』   『幻夜乃刻』   『黄昏の荒野』　『黎明乃刻』

#### チャーチ科学捜査班
Dr.TEN /演 - 安里勇哉
登場作品：『暁乃刻』   『極夜』   『幻夜乃刻』
Dr.THREE / 演 - 大塚公祐
登場作品：『暁乃刻』   『極夜』   『悠久乃刻』

#### 候補生の血縁者
御津見 琮（みつみ そう）/ 演 -  寿里
珀の兄。
悠里 春斗（ゆうり はると）/ 演 -  北村諒
淮斗の弟。ある事故で亡くなったとされている。
登場作品：『紫微ノ章』

### 公安四係
高野 優太（たかの ゆうた）/ 演 - 宮﨑秋人
登場作品：『紫微ノ章』　『影青ノ章』　『鋼ノ章』　『深紅ノ章』
三栖 公俊（みす きみとし）/ 演 - 中村龍介
登場作品：『漆黒ノ章』　『銅ノ章』　『白銀ノ章』　『紫微ノ章』　『影青ノ章』　『翡翠ノ章』　『鋼ノ章』　『深紅ノ章』  『極夜』
周 康哉（あまね やすちか）/ 演 - 玉城裕規
登場作品：『漆黒ノ章』　『銅ノ章』　『白銀ノ章』　『紫微ノ章』　『影青ノ章』　『鋼ノ章』　『深紅ノ章』  『極夜』
白崎 護（しらさき まもる）
#サクラ候補生を参照

### 公安七係
雁木十三郎（がんぎ じゅうざぶろう）/ 演 - 大高洋夫
登場作品：『黎明乃刻』

### 警察省　警備育成班キンダー
志倉一仁（しくら かずひと）/ 演 - 大澄賢也
警察省警備局次長。後に国会議員となる。
登場作品：『影青ノ章』　『翡翠ノ章』　『鋼ノ章』　『深紅ノ章』   『暁乃刻』 　『極夜』   『月詠乃刻』
諏訪部不比人（すわべ　ふひと）/ 演 - 中村誠治郎
警備育成班キンダー係長。
登場作品：『極夜』
周 グエン 衝吾（あまね ぐえん しょうご）/ 演 - 伊藤孝太郎
周康哉の弟(血は繋がっていない)。
登場作品：『暁乃刻』   『極夜』  『月詠乃刻』
三栖 公俊（みす きみとし）
#公安四係を参照

### 評議会
三栖 公俊（みす きみとし）
#公安四係を参照
周 康哉（あまね やすちか）
#公安四係を参照
堤 貴也（つつみ たかや）/ 演 - 井上和彦
登場作品：『白銀ノ章』　『深紅ノ章』
桧賀山 純也（ひがやま じゅんや）/ 演 - 池田純矢
登場作品：『漆黒ノ章』　『銅ノ章』
大場 傑（おおば すぐる）/ 演 - 山田諒
登場作品：『漆黒ノ章』　『銅ノ章』
御伯 省吾（みかみ しょうご）/ 演 - 藤田玲
登場作品：『白銀ノ章』
工藤 祐（くどう ゆう）/ 演 - 松本寛也
登場作品：『白銀ノ章』　『紫微ノ章』
定石 充（さだいし みつる）/ 演 - 六本木康弘
登場作品：『白銀ノ章』　『紫微ノ章』
岸谷 利也（きしたに としや）/ 演 - 新田健太
登場作品：『白銀ノ章』　『紫微ノ章』
堤 嶺二（つつみ れいじ）/ 演 - 平野良
登場作品：『紫微ノ章』　『影青ノ章』　『鋼ノ章』

### 北方連合
桧賀山 純也（ひがやま じゅんや）
#評議会を参照
我妻 鉱太郎（あがつま こうたろう）/ 演 - 金山一彦
登場作品：『漆黒ノ章』　『紫微ノ章』　『影青ノ章』　『翡翠ノ章』　『深紅ノ章』
芹沢（せりざわ）
登場作品：『影青ノ章』　『翡翠ノ章』
シャム/ザ・タワー/ 演 - 岩永洋昭
登場作品：『鋼ノ章』　『深紅ノ章』
ペルシャ/ハングドマン/ 演 - 村田充
登場作品：『鋼ノ章』　『深紅ノ章』  『極夜』  『悠久乃刻』
チェーカー/雲井蓮（くもい れん）/ 演 - 荒木健太朗
登場作品：『暁乃刻』  『悠久乃刻』

#### ボスホート
サリュート/ 演 - 山田ジェームス武
登場作品：『暁乃刻』   『極夜』   『悠久乃刻』　 『幻夜乃刻』   『黄昏の荒野』
スーク/ 演 - 宮城紘大
登場作品：『悠久乃刻』　『幻夜乃刻』   『黄昏の荒野』
ガラ/ 演 - 輝馬
登場作品：『黄昏の荒野』　『黎明乃刻』
ユラン
メテオリット
セレブロ
シュアル

### サードニグマ（第三の闇）
神門（みかど）シン

### 研見会
小星 鉄（こぼし てつ）/ 演 - 西野龍太
登場作品： 『悠久乃刻』   『月詠乃刻』   『幻夜乃刻』
東間 遠矢（あずま とおや）/ 演 - 豊嶋杏輔
登場作品： 『悠久乃刻』   『月詠乃刻』   『幻夜乃刻』

### 照る日の杜
穂波 葉礼（ほなみ はれい）/ 演 - 石渡真修
登場作品：『月詠乃刻』  『黄昏の荒野』　『黎明乃刻』
園 之人（その ゆきひと）/ 演 - 村上幸平
登場作品：『月詠乃刻』  『黄昏の荒野』　『黎明乃刻』
及川 昴流（おいかわ すばる）/ 演 - 三原大樹
登場作品：『月詠乃刻』  『黄昏の荒野』　『黎明乃刻』

### 南トラン共和国
ハザン・リュカ / 演 - 鈴木身来
登場作品 : 『幻夜乃刻』   『黄昏の荒野』
黒坂 暢司（くろさか ようじ）/ 演 - 金井成大
登場作品 : 『幻夜乃刻』   『黄昏の荒野』

### その他
ヤマシロ / 演 - 波岡一喜
登場作品：『幻夜乃刻』
竹内修三（たけうち しゅうぞう）/ 演 - 坂元健児
登場作品：『黄昏の荒野』
真生光郷之助（まきみつ ごうのすけ）/ 演 - 藤木孝
登場作品：『黎明乃刻』

## 世界観・共通設定
現実の歴史における、20世紀後半の冷戦を彷彿とさせる世界情勢が続く21世紀の日本において、「警察省」の下部組織「警備局」が設立した「特別公安五係」（通称 “ サクラ  ”）に所属するスパイ（エージェント）達が、各国との熾烈な情報戦において唯一無二のパートナー・“ メサイア  ”のみを頼りにし、死しても省みられる事の無い非情な任務に身を投じる様が描かれる。
作品ごとに世界の状況設定は多少異なり、時には日本国内の反政府組織とも暗闘を繰り広げたりするが、「軍縮が進み直接的な戦闘行為は減り表層上は平和になったものの、逆に情報戦が重視されるようになり、一般人の知らない所では各陣営が放ったスパイたちによる、一種の代理戦争が行われ続けている」という部分はおおむね共通している。
なお、登場人物達は特殊訓練により身体・頭脳を極限まで高めてはいるが、この種の作品に良くある異能の力などは誰も持っておらず、全て普通の人間たちである。
特別公安五係
架空の組織「警察省」の下部組織「警備局」が設立した、精鋭スパイたちが多数所属するセクション。スパイたちには常に危険な特殊任務が与えられるため、死傷率も高い。
サクラ
特別公安外事五係および所属するスパイたちの通称。日本という国の象徴ではあるが儚く散りゆく運命にある桜の花がスパイの死に様に重ねあわせられ、何時しかサクラと呼ばれるようになった。サクラになったスパイは国籍も過去の経歴も抹消され公式には存在しない者として扱われ、仮に任務中に死亡しても一切の証を残してはならないという掟が架せられている。
メサイア
サクラ2名が結ぶ、特別な関係の通称。
スパイは他者を裏切り裏切られるのが常であり、任務に失敗すればソレは即ち「死」を意味する。このような世界で基本的に頼れるのは自分だけであるが、サクラになる為に訓練を積む「候補生」たちの間において、ある一人がコレと見定めた別の一人と「任務に失敗した時は、どんな事があっても互いを救う」という約束が交わされるようになった。この約束を取り交わした相手を絶望的な状況から救い出してくれる「救世主」になぞらえ、“ メサイア ”と呼ぶ。メサイアになった者同士はサクラになってからも、ある程度の協調関係が築かれるようである。
チャーチ
サクラの養成機関。
ボスホート
北方連合のスパイ養成機関。

## 作品一覧

### 小説
メサイア 警備局特別公安五係
高殿円著。角川書店。
主人公「海棠鋭利」（かいどう えいり）と「御津見珀」（みつみ はく）がメサイアとなり、任務をこなす。
1. 2010年12月24日発売 ISBN 978-4-04-874156-9（角川書店 四六判書籍。絶版）
2. 2013年8月24日発売 ISBN 978-4-04-100960-4（角川文庫）
3. 2016年5月13日発売 ISBN 978-4-06-293296-7（講談社文庫）※新装版として短編小説等の追加がされた

メサイア THE MOVIE
メサイアプロジェクト、金子修介、黒田洋介著。あづみ冬留イラスト。映画第1作目の「原作」（いわゆるノベライズ版）。
1. 2011年10月14日発売 ISBN 978-4-04-874255-9（角川書店 四六判書籍）

### ドラマCD
Messiah メサイア
前述した通り小説版と連動し、雑誌の全員プレゼント用に制作された。非売品のため、現在は殆ど市場に出回っていない。
- Liar Night（ライアー・ナイト）※Newtype Romance ニュータイプ・ロマンス 2010 SPRING 応募者全員サービス
- Christmas Trap（クリスマス・トラップ）※VOICE Newtype ボイスニュータイプ No.037 応募者全員サービス

キャスト（ドラマCD）
- 海棠鋭利 - 内山昂輝
- 御津見珀 - 日野聡
- 司馬柊介 - 福山潤
- 五条颯真 - 浪川大輔
- 一嶋晴海 - 井上和彦

### コミカライズ
メサイア-聖域蝟集-
日吉丸晃著、メサイアプロジェクト原作、高殿円・あづみ冬留原案、子安秀明シナリオ。主人公は小説版と同じ「海棠鋭利」と「御津見珀」。彼らに下された別の任務を描く。全2巻（現在は何れも絶版）。連載誌は『月刊Asuka』、角川書店より刊行。
1. 2011年9月17日発売、ISBN 978-4-04-854689-8
2. 2012年6月21日発売、ISBN 978-4-04-120304-0

メサイア-CODE EDGE-
ミナヅキアキラ著、メサイアプロジェクト監修、高殿円原作・ストーリー原案。pixivコミック版の『ARIA』にて連載していたが、MAMORU編よりマンガアプリ『Palcy』に移籍。コミックスが講談社より刊行。1巻は第一世代のサクラ候補生4人と一嶋晴海の話、2巻は白崎護、有賀凉、加々美いつき、柚木小太郎の4編が収録されている。諸事情により途中終了となり、御池万夜の話が収録された3巻は電子版のみ発売された。
1. 2018年4月6日発売、ISBN 978-4-06-511293-9
2. 2019年2月7日発売、ISBN 978-4-06-515004-7

### ガイドブック
メサイアクロニクル
一迅社より刊行。新刻シリーズを中心に、メサイアシリーズの歴史、用語集、キャラクター紹介、キャスト・スタッフインタビュー等が収録されている。
1. 2018年4月6日発売、ISBN 978-4-75-803333-6

### 映画版
前述したとおり、映画第1作目と第2作目はスタッフ・キャストが一新されている。
Messiah メサイア
2011年10月15日より公開。
映画独自の物語が展開される。ドラマCD版で声の出演をしていた内山昂輝・浪川大輔も端役でカメオ出演している。
Messiah メサイア -漆黒ノ章-
2013年8月31日より公開。
本作では設定を一部見直し、主人公もサクラの候補生「司馬柊介」と「五条颯真」に変わった。（海棠鋭利・御津見珀も登場している）
Messiah メサイア -深紅ノ章-
2015年10月17日より公開。
舞台「Messiah メサイア -鋼ノ章-」の続編。章シリーズ最後の作品となる。
MESSIAH メサイア外伝 -極夜　Polar night-
2017年6月17日より公開。
周と三栖を主軸にした外伝作品。時間軸は舞台「暁乃刻」の間のストーリー。
MESSIAH メサイア −幻夜乃刻−
2018年11月17日より公開。
加々美が主人公。舞台「月詠乃刻」のその後を描き、次回作である舞台「黄昏の荒野」に続いていくストーリーとなっている。今作品では舞台版で脚本を担当している毛利亘宏が脚本を、演出を担当している西森英行が脚本協力を務めている。

### 舞台版
映画「Messiah メサイア -漆黒ノ章-」と共通するキャストが多数出演しており、ストーリーが繋がっている。
Messiah メサイア -銅ノ章-
2013年4月10日-14日（東京 全9回公演）
時系列としては映画「Messiah メサイア -漆黒ノ章-」の続編。ただし上演は「-漆黒ノ章-」公開より前。主人公は「海棠鋭利」（クレジット順では「司馬柊介」「五条颯真」が前に表記されている）
Messiah メサイア -白銀ノ章-
2014年1月15日-19日（東京 全9回公演）
「司馬柊介」が主人公。司馬柊介と五条颯真の卒業ミッションを描く。
Messiah メサイア -紫微ノ章-
2014年8月20日-24日（東京 全9回公演）
白崎護、悠里淮斗がチャーチに入学するまでと、サクラ候補生たちと対立関係にあるテロ組織「評議会」メンバーの物語を中心に描く。
Messiah メサイア -翡翠ノ章-
2015年5月13日-24日（東京 全16回公演）／同年5月30日-31日（神戸 全3回公演）
時系列としてはドラマ「Messiah メサイア -影青ノ章-」の続編。初の地方公演が行われた。海棠鋭利と御津見珀の卒業ミッションを描く。
Messiah メサイア -鋼ノ章-
2015年9月2日-13日（東京 全16回公演）／同年9月19日-21日（神戸 全5回公演）
サクラ候補生の有賀涼、間宮星廉を中心にテロ組織「クアンタムキャット」との対立を描く。
MESSIAH メサイア -暁乃刻-
2017年2月11日-19日（東京 全14回公演）／同年2月25日-26日（大阪 全3回公演)
悠里淮斗の突然の失踪と、そんな中与えられた白崎護の卒業ミッションを描く。刻シリーズ最初の作品。
MESSIAH メサイア -悠久乃刻-
2017年8月31日-9月10日（東京 全14回公演）／同年9月22日-24日（大阪 全5回公演）
有賀涼と加々美いつきの卒業ミッションを描く。
MESSIAH メサイア -月詠乃刻-
2018年4月14日-22日（東京 全11回公演）／同年4月27日-29日（大阪 全4回公演）
チャーチを卒業しサクラとなった加々美いつきを中心に、新興宗教団体「照る日の杜」が関わるある事件と、そこにかつて所属していた御池万夜と柚木小太郎の物語を描く。東京千秋楽においてシリーズ初のライブビューイングが行われた。
MESSIAH TWILIGHT メサイア トワイライト -黄昏の荒野-
2019年2月7日-17日（東京 全15回公演）／同年3月1日-2日（大阪 全3回公演）
サクラ候補生と敵対する北方連合にスポットを当てた物語で、ボスホートに所属するサリュートとスークを中心に描く。
MESSIAH メサイア -黎明乃刻-
2019年9月5日-9月8日（東京 全6回公演）／同年9月13日-16日（大阪 全6回公演）／同年9月19日-23日（東京凱旋 全7回公演）
ワールドリフォーミングが撤廃され公安五係も解体された中、敵味方に分かれた小暮洵と雛森千寿の物語を中心に、ある大きな陰謀をめぐる事件を描く。刻シリーズ完結作。

### テレビドラマ版
Messiah メサイア -影青ノ章-
2015年2月20日から、TOKYO MX 2（マルチチャンネル 092）にて毎週金曜23:00-23:30に放送。全6話。プロジェクト初の連続テレビドラマ。時系列としては、舞台「Messiah メサイア -紫微ノ章-」と舞台「Messiah メサイア -翡翠ノ章-」」の間に位置する。スタッフは映画「Messiah メサイア -漆黒ノ章-」に準拠している。

#### キャスト（テレビドラマ）
- 海棠鋭利 - 松田凌
- 御津見珀 - 小野健斗
- 三栖公俊 - 中村龍介
- 周康哉 - 玉城裕規
- 白崎護 - 赤澤燈
- 悠里淮斗 - 廣瀬大介
- 間宮星廉 - 染谷俊之
- 有賀涼 - 井澤勇貴
- 高野優太 - 宮﨑秋人
- 芹沢 - 寿里
- 黒子 - 小谷嘉一
- 堤嶺二 - 平野良
- 林王芳 - ボブ鈴木
- 八重樫馨 - 漆崎敬介
- 神北竜二 - 郷本直也
- 我妻鉱太郎 - 金山一彦
- 志倉 - 大澄賢也
- 天道 - 大和田獏

（順不同）

#### スタッフ（テレビドラマ）
- 原案：高殿円（メサイア警備局特別公安五係・KADOKAWA 刊）
- 監督・編集：山口ヒロキ
- 助監督 : 植木英之
- 脚本：守口悠介、横山あゆみ、山口ヒロキ
- 製作：中野久、吉井敏久、宇治重喜、香月淑晴、河内功
- 総合プロデューサー：吉井敏久
- プロデューサー：板橋明久
- プロデューサー補 : 平野貴之
- ラインプロデューサー：和田紳助
- 撮影：曽根剛
- 照明：加藤大輝
- 美術：畠山和久
- 衣装：伊藤摩美
- 音楽：倉堀正彦
- 制作担当：大川裕紀
- アクション監督：高東楓
- 制作プロダクション：ダブルアップエンタテインメント
- 制作協力：キャンター、ザックスSSP
- 協賛：FWD
- 製作：「メサイア影青ノ章」製作委員会（ダブルアップエンタテインメント、CLIE、ビザビジョン、エスピーオー、TOKYO MX）

#### 楽曲（テレビドラマ）
- Blu-BiLLioN
  - オープニングテーマ - Resonance-共鳴-
  - エンディングテーマ - モノクロの花

#### 放送局
| 放送地域 | 放送局     | 放送期間                | 放送日時           | 放送系列       |
| -------- | ---------- | ----------------------- | ------------------ | -------------- |
| 東京都   | TOKYO MX2  | 2015年2月20日 - 3月27日 | 金曜 23:00 - 23:30 | 独立局         |
| 愛知県   | テレビ愛知 | 2015年7月8日 - 8月12日  | 水曜 26:35 - 27:05 | テレビ東京系列 |

### イベント
- Messiah メサイア -赤蓮ノ章-（2013年6月22日 - 23日、時事通信ホール）
- Messiah メサイア -琥珀ノ章-（2013年10月12日、星陵会館・13日、TBホール）
- Messiah メサイア -秘色ノ章-（2014年10月19日、ニッショーホール）
- Messiah メサイア -宵宮乃刻-（2016年9月17日、ニッショーホール）
- MESSIAH メサイア -TALK MISSION'17-（2017年12月16日、ニッショーホール）
- MESSIAH メサイア -TALK MISSION'18-（2018年9月1日、日本教育会館一ツ橋ホール）